# Liu Shouxiang
Liu Shouxiang en chino: 刘寿祥 (Wuhan, China, abril de 1958-ibidem 13 de febrero de 2020) fue un pintor de acuarela y profesor chino del Instituto de Bellas Artes de Hubei. Su trabajo ha ganado muchos premios y ha sido recogido por muchos museos de arte. También fue miembro de la Liga Democrática de China.

## Biografía
En 1981, Liu se graduó del Instituto Hubei de Bellas Artes en el Departamento de Bellas Artes, se especializó en enseñanza, permaneció en la escuela y se desempeñó como director del Departamento de Educación en Bellas Artes. En 1987, fundó el Departamento de Pintura de Acuarelas en el Departamento de Maestros del Instituto de Tecnología de Hubei. En 2009, estableció un departamento de pintura de acuarela y se desempeñó como jefe del departamento. Fue la primera persona en establecer un departamento de pintura de acuarela en una escuela de arte china. Se retiró en 2018. Ese mismo año, la Universidad de Hubei contrató a Liu como profesor distinguido.

## Muerte
El 17 de enero de 2020, Liu fue a Zhuhai a una exposición, y mencionó haber contraído el virus SARS-CoV-2. El 13 de febrero falleció por esta causa en el Hospital Jinyintan de Wuhan, a la edad de 62 años. Su hija y su yerno también fueron hospitalizados por la misma razón.